# Johann Filips Jansen

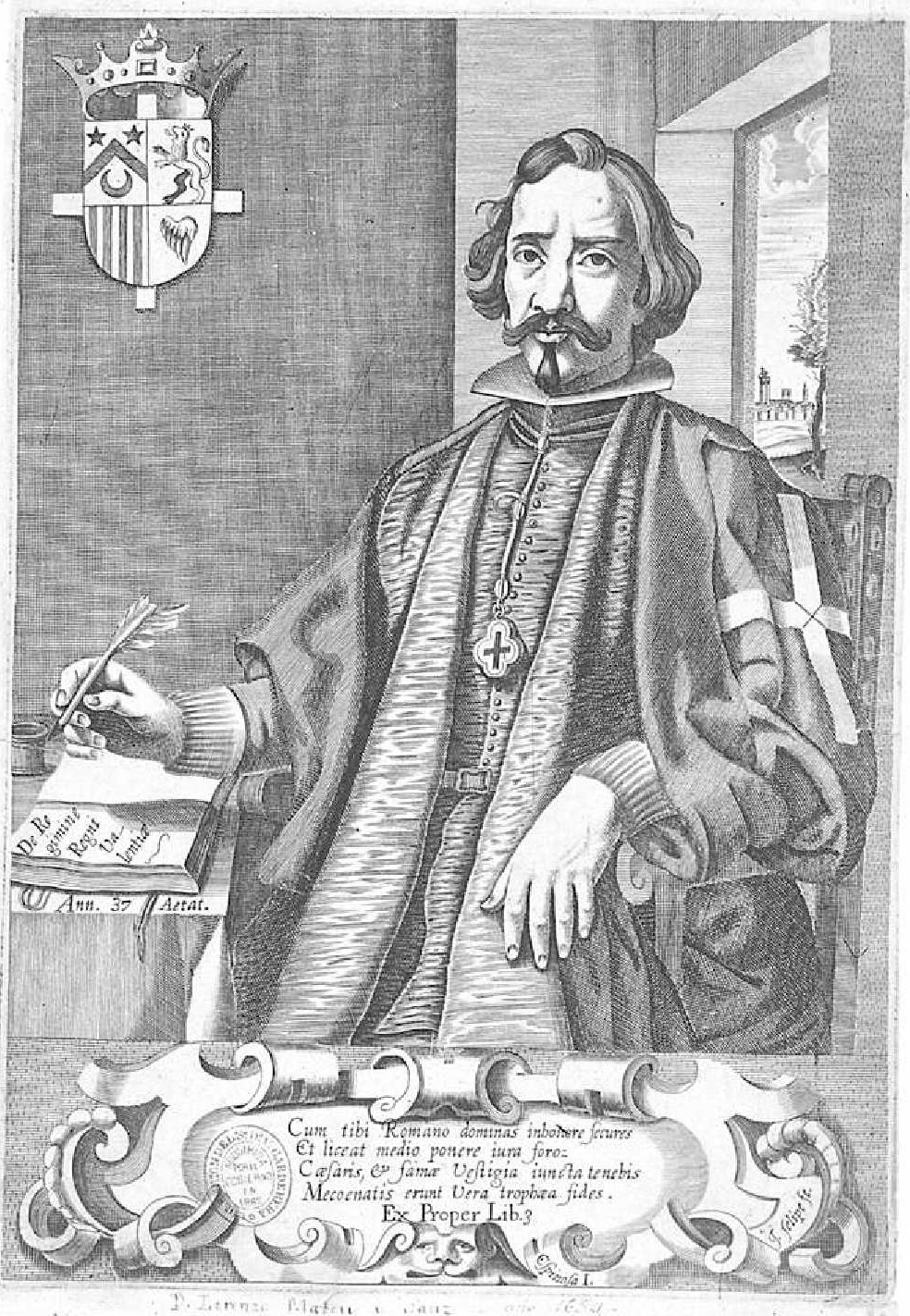
Retrato de Lorenzo Matheu y Sanz, «Ann 37 aetat». Aguafuerte y buril. Firmado «Espinosa I / J. Felipe fe». Inscripción en el libro en que escribe el retratado: De Regimine Regni Valentiae. 1654. Biblioteca Nacional de España.

Johann Filips Jansen o Juan Felipe (fl., 1645-1674) fue un grabador calcográfico flamenco activo en Valencia, Aragón y Sevilla.

## Obra
Calcógrafo, al aguafuerte y buril, la primera obra que se le conoce es la lámina titulada tamaño de las monedas, firmada «Jan P san fe», que apareció en la página 21 del Museo de medallas desconocidas españolas de Vincencio Juan de Lastanosa, tratado numismático impreso en Huesca por Juan Nogués en 1645, ampliamente ilustrado, si bien las restantes estampas parecen corresponder a Lorenzo Agüesca.
Aunque es posible que desde 1651 o algo antes se encontrase en Valencia, en Zaragoza salió todavía en 1654 el Diario de la Santíssima Virgen María  de Antoine de Balinghem traducido por Valerio Piquer con dedicatoria a Marcela Francés de Urrutigoyti, cuyo escudo aparece en portada firmado «Juan Felipe Jansen fe.», y en 1655 la Recitatio Solennis de José de Ejea y Descartín, con el escudo heráldico de Cristóbal Crespí de Valldaura firmado de modo semejante.
En Valencia en 1651 salió a la luz en la imprenta de Bernardo Nogués la segunda edición de la Vida y milagros del ilvstrisimo [...] señor el B.P.D.F. Tomas de Villanueva arçobispo de Valencia de Miguel Salón, con portada-retablo firmada J. F. Jansen, que también firma la estampa tras la portada con el santo obispo repartiendo limosna. El mismo año y también a cargo de Bernardo Nogués salió la traducción castellana de la Vida de san Felipe Neri escrita por Pietro Giacomo Bacci con frontispicio arquitectónico de Jansen.

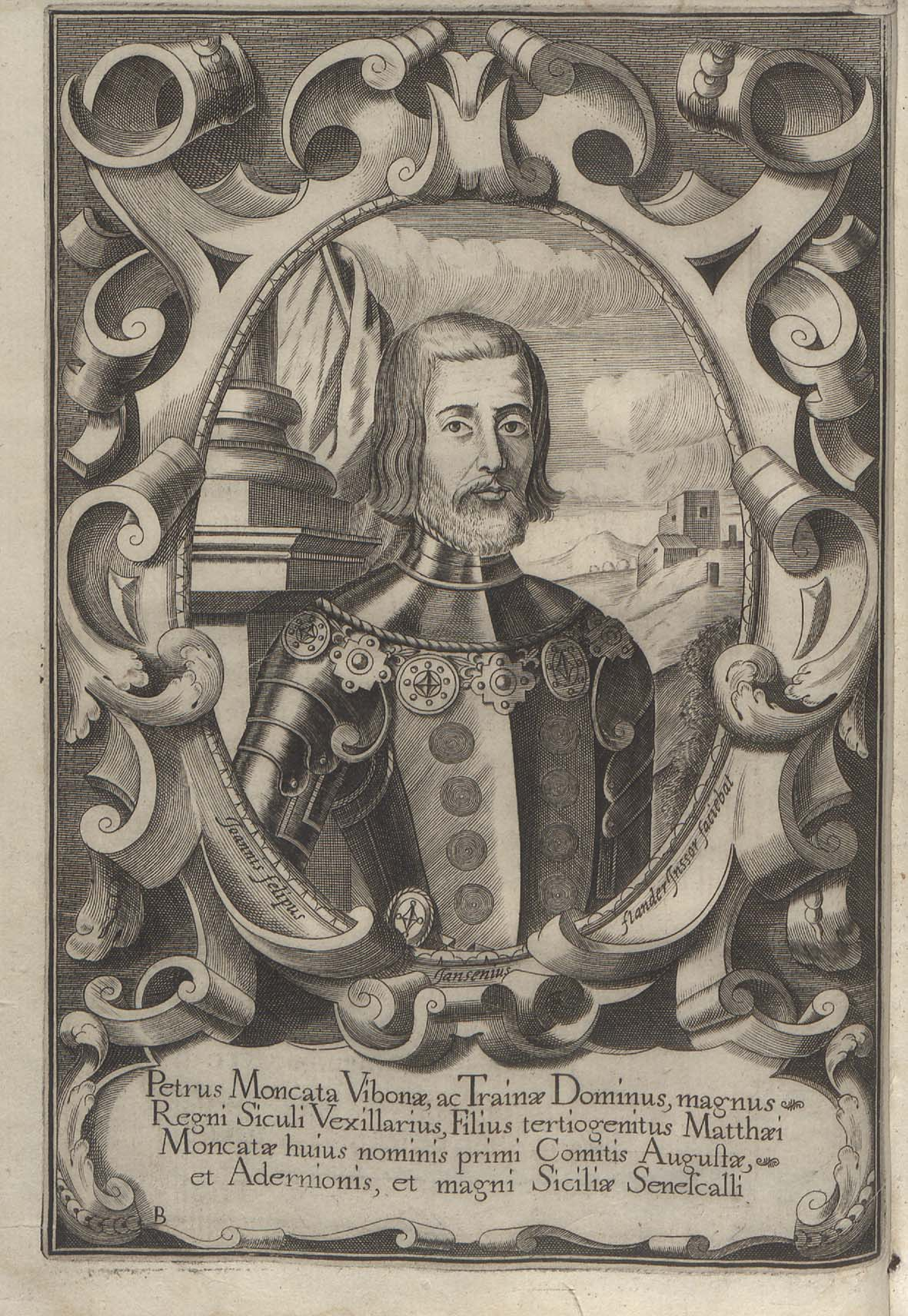
Pedro de Moncada, retrato firmado «Joannis felipus Jansenius flander in[ci]ssor faciebat» publicado en la obra de Giovanni Agostino della Lengueglia, Ritratti della prosapia, et heroi Moncadi nella Sicilia, parte segunda, "Nel Reale di Valenza : per Vincenzo Sacco..., 1657".

Trabajando para Bernardo Nogués, en 1654 grabó por dibujo de Jerónimo Jacinto Espinosa la portada alegórica del tratado de Lorenzo Mateu y Sanz, De Regimine Urbis et Regni Valentiae, y el retrato del autor que figura tras la portada y va firmado «Espinosa I / I. Felipe fe». Era este el único retrato de Juan Felipe que conocía Ceán Bermúdez, quien lo decía hecho «con bastante franqueza y buen efecto». La relación con Mateu se extendió a la portada de la Década I de los Emblemas regio-políticos de Juan de Solorzano Pereira traducidos por Lorenzo Mateu, que salieron publicados en Valencia por Bernardo Nogués en 1658, con el escudo del duque de Montalto, virrey de Valencia, a quien van dedicados. El centenar de emblemas distribuidos en los diez pequeños tomos de la edición valenciana, inspirados en los grabados de Roberto Cordier para la primera edición, publicada en Madrid y en latín, se encargaron a mosén Gregorio de Heredia que cobró por ellos 2040 reales.
De 1657 es una de sus obras de mayor empeño: la ilustración del tratado de Giovanni Agostino della Lengueglia, Ritratti della prosapia, et heroi Moncadi nella Sicilia, con la serie de los retratos de los Moncada. El segundo de ellos, el de Pedro de Moncada, apareció firmado «Joannis felipus Jansenius flander in[ci]ssor faciebat». El retrato del autor tras la portada, aunque no firmado, es por otra parte obra estrechamente relacionada con el retrato citado de Lorenzo Mateu. Su trabajo en esta obra, editada en dos tomos, y su relación con el duque de Montalto se extiende de febrero de 1657 a octubre de 1658, cuando percibió el último pago por el escudo de armas que encabezaba la edición de los emblemas de Solórzano. En ese tiempo y a razón de 200 reales por lámina los retratos grabados del primer tomo y de 160 los del segundo —estos de medio cuerpo—, proporcionó los cerca de cuarenta retratos de los antepasados y familia directa del duque biografiados por Lengueglia, excepto el de su esposa, Catalina de Moncada, abierto por Pedro de Villafranca. El mismo año 1657 y por dibujo de José Caudí, firmó «Joanes Filipus Yansenius Faciebat va[lencia]», la portada con marco arquitectónico del tratado de Marco Antonio Alós, Expositio in Genesim.
Suyos son, al menos en parte, los grabados de los altares y carros triunfales con que la ciudad de Valencia celebró la canonización de santo Tomás de Villanueva, intercalados en la relación de la fiesta hecha por Marco Antonio Ortí: Solenidad festiva con que en [...] Valencia se celebró la feliz nueva de la canonización de su milagroso arçobispo Santo Tomás de Villanueva, impresa en Valencia por Jerónimo de Villagrasa en 1659. Aunque firmado alguno, el trabajo debió de repartírselo con Gregorio Heredia, de quien serían, al menos, la portada y el primero de los jeroglíficos. Participó también en las ilustraciones de las Solenes fiestas que celebró Valencia a la Inmaculada Concepción de la Virgen María: por el supremo decreto de N.S.S. Pontífice Alejandro VII, obra de Juan Bautista Valda impresa en Valencia en 1663, aunque en este caso solo una de las estampas aparece firmada con sus siglas, correspondiendo la mayor parte de las ilustraciones a Francisco Quesádez y José Caudí.
También firmó, entre otras, las portadas de la obra de Cristóbal de Vega, Deuocion a María: passaporte y salvo conducto que da passo franco para una buena muerte, tratado impreso por Jerónimo Villagrasa en Valencia, en 1666, la portada de las Instituta Congregationis Oratorii à S. Philippo Neri Fundatae, con el retrato del santo, Valencia, 1667, así como la portada de los Commentarii literales et morales in librum iudicum del mismo Cristóbal de Vega, impresos estos en Lyon, en 1663 y 1671. En 1671 y con la indicación precisa de haber sido abierta la lámina en Sevilla va firmado «I. Pelipº fecit Hispalis» el frontispicio calcográfico con las imágenes de la Virgen del Rosario, santo Domingo de Guzmán y santo Tomás de Aquino de las Constituciones synodales del obispado de Málaga ordenadas por fray Alonso de Santo Tomás, que vieron la luz en Sevilla, en la imprenta de la viuda de Nicolás Rodríguez, en 1674. También sevillano es el retrato a buril de sor Leonor de Ahumada, tras la portada del Libro de la vida de la venerable soror Leonor de Ahumada escrito por Fernando de Ahumada y publicado por Juan de Osuna en 1674.